# Beroea
Beroea was een Illyrische koningin. Ze was de gemalin van koning Glaucias. Beroea voedde de latere koning van Epirus, Pyrrhus van Epirus, op nadat Glaucias hem adopteerde.